# Последнее правосудие П.К. Директора
«Последнее правосудие П. К. Директора» — десятый эпизод девятнадцатого сезона мультсериала «Южный парк».

## Сюжет
П. К. Директор начинает войну против рекламы. В первую очередь он расправляется с рекламой в русском историческом районе. В это время в Южном парке все жители начинают приобретать пистолеты — с оружием в руках человек выглядит убедительнее. Стэн использует пушку, чтобы узнать всю правду о деятельности отца, а Кайл собирается надавить на Стэна. Картман же просто угрожает матери пистолетом, чтобы лечь спать чуть позже. Впрочем, у неё тоже есть пистолет. Тем временем Джимми продолжает оставаться заложником у Нейтана и его чернокожей девушки по кличке Задница. К счастью для Джимми, Задница оказалась на его стороне после того, как Нейтан ударил её по лицу и назвал Жопой. После избивания Нейтана Задница забирает Джимми с собой и отвозит на фестиваль оружия, где в этот момент собирается весь город. Сначала жители Южного парка просто демонстрируют самые лучшие виды оружия, какие только есть. Затем в зал врываются Рэнди, Шерон, директриса Виктория и Кейтлин Дженнер, предупредив, что в зале есть реклама под видом человека. Затем внутрь входят Кайл, Лесли, офицер Барбреди, Джимми и Задница. И тут выясняется, что Лесли всё это время была рекламой. Она начинает рассказывать о предстоящих планах рекламы, но её прерывает П. К. Директор. Затем он подбегает к Лесли, избивает её и в итоге убивает со словами "Ты исключена". В конце серии П. К. Директор говорит ученикам, что ему предложили остаться директором школы.

## Интересные факты
В этой серии супермаркет "Фермер фермер" ведёт себя как живое существо. Одушевлённый супермаркет уже появлялся в серии "Кое-что о том, как пришёл Wall-mart".

## Критика
Серия получила положительные отзывы. Издание IGN поставило серии 7.4 из 10. В Den of Geek эпизод оценили в 4 звезды из 5. The A.V. Club выставил A-.